# Dos ases del aire
Mampato y Ogú contra el Barón Negro es una historieta del dibujante y argumentista Themo Lobos, creada y publicada originalmente en la revista Mampato, en Chile, desde finales de 1974 hasta comienzos de 1975. Es una aventura de acento cómico, con un mensaje pacifista. Más adelante será titulada Dos ases del aire, al publicarse en álbum en el 2001. 

## Trayectoria editorial
En el N.º 249 de Mampato, finalizando la historia En el fondo del mar de Oskar (referida también como "Neptuno"), se anuncia el próximo episodio: Mampato y Ogú contra el Barón Negro, presentando en un recuadro al personaje “El piloto loco”. “En esta aventura aprenderás a conocer los aviones de la Primera Guerra Mundial”.
Apareció en capítulos de 4 páginas desde el n.º 250 al 257. Quedó interrumpida entre los números 258 al 262; continuó en n.º 263 hasta el 267. 
Fue republicada por su autor en la revista Cucalón n.º 36, de 1988, con el nombre de Ogú, Mampato y el piloto loco. 
Finalmente, fue publicada como libro separado, con el título actual de Dos ases del aire, en la colección “Las aventuras de Ogú, Mampato y Rena”, J. C. Sáez Editor. Volumen 16. 2001. 
En 2011 los derechos figuran para Sudamericana, Random House Mondadori, que re-titula la colección como “Las aventuras de mampato”, manteniendo numeraciones y formatos. 

## Argumento
Mampato y su amigo Ogú viajan a través del tiempo a Europa, en diciembre de 1918. Se encuentran con el Piloto loco, al cual llamaban el loco Denny. Él los invita a volar en su avión hasta que terminan estrellándose en un dirigible.
Entran en el dirigible y se encuentran con los soldados del Barón Schultz Von Schwartz, "el Barón Negro", que tiene un maléfico plan para recomenzar la guerra con el fin de lucirse como aviador. Son apresados y luego se escapan, y llega la Navidad. Luego son vueltos a apresar y mandan a fusilarlos. Al loco Denny se le ocurre el fallido plan de hacer que los soldados que los van a fusilar fumen unos cigarros explosivos. Este plan no funcionó ya que el piloto loco se fumó los cigarrillos explosivos.
Después Mampato le dice al Barón que el loco Denny es un as de la aviación. Al oírlo, Von Schwartz quiere batirse en el aire con el piloto loco. Cuando ambos están combatiendo, Mampato ve una bodega en la que guarda los explosivos el barón. Luego los hace explotar y así acaba con el plan de empezar otra guerra que tenía el barón, que desiste de su plan, y vuelven a casa todos sus soldados.